# 達赫拉山脈
達赫拉山脈（阿拉伯语：‎）是位於阿尔及利亚北部的山脈。 “達赫拉”在阿拉伯语 的意思為“脊背”，在地名学上用于表示较低海拔的长高原

## 地理
達赫拉山脈是低山链泰勒阿特拉斯山脈的一部分，从东部的阿爾及爾沿着地中海海岸延伸到位于穆斯塔加奈姆附近的契立夫河河口。该山脉最高的山峰为1,550（5,090英尺）高的Mount Zaccar。在米利亞納北部有一个建立在山坡上的小镇。该山脉的居民大多数玩以柏柏尔人为主。
该山脉有一部分覆盖了地中海森林、疏林和灌叢，有着零星的种植地。
達赫拉山脈的居民大多数是来自Banou Ifren和Maghraouas的柏柏尔人

## 外部連結
- Massif des Dahra - Couleurs d'Algérie （页面存档备份，存于）
- Pleistocene Mazouna Stage in Western Algeria Containing Artifacts （页面存档备份，存于）